# Cyrtarachne avimerdaria
Cyrtarachne avimerdaria är en spindelart som beskrevs av Benoy Krishna Tikader 1963. Cyrtarachne avimerdaria ingår i släktet Cyrtarachne och familjen hjulspindlar. Inga underarter finns listade i Catalogue of Life.